# Бих, Ишмаэль
Ишмаэль Бих (также Ишмаэль Беа, англ. Ishmael Beah, 1980, Сьерра-Леоне) — автор книги «Завтра я иду убивать. Воспоминания мальчика-солдата».

## Биография
Родился в Сьерра-Леоне 23 ноября 1980 года. Был участником гражданской войны в Сьерра-Леоне (1991—1998). В 1998 году переехал в США, где получил среднее образование, проучившись два года в старших классах Международной школы ООН в Нью-Йорке. В 2004 году получил степень бакалавра политологии в Оберлинском колледже. Бих является членом Наблюдательного комитета отдела по правам ребенка организации Human Rights Watch и выступает в ООН в Совете по международным отношениям. В настоящее время живет в Нью-Йорке.

## Произведения
- «Завтра я иду убивать. Воспоминания мальчика-солдата». Ишмаэль Бих — главный герой и непосредственный участник трагических событий, произошедших в Cьерра-Леоне в годы разразившейся гражданской войны.